# Бургос
Бургос (ісп. Burgos) — місто і муніципалітет у північній Іспанії з населенням близько 179 тис. мешканців (2009 рік) та ще 15 тисяч у передмістях, адміністративний центр провінції Бургос у складі автономної спільноти Кастилія і Леон. Окрасою міста є Бургоський собор, об'єкт Світової Спадщини ЮНЕСКО в Іспанії.
Складені тут у 1512 році Бургоські закони стали першим документом, що регламентували поведінку іспанців відносно індіанців у нововідкритій Америці.

## Клімат
Місто знаходиться у зоні, котра характеризується середземноморським кліматом. Найтепліший місяць — липень із середньою температурою 17.8 °C (64 °F). Найхолодніший місяць — січень, із середньою температурою 1.7 °С (35 °F).
| Клімат Бургоса          | Клімат Бургоса | Клімат Бургоса | Клімат Бургоса | Клімат Бургоса | Клімат Бургоса | Клімат Бургоса | Клімат Бургоса | Клімат Бургоса | Клімат Бургоса | Клімат Бургоса | Клімат Бургоса | Клімат Бургоса | Клімат Бургоса |
| Показник                | Січ.           | Лют.           | Бер.           | Квіт.          | Трав.          | Черв.          | Лип.           | Серп.          | Вер.           | Жовт.          | Лист.          | Груд.          | Рік            |
| Середній максимум, °C   | 6,7            | 8,9            | 12             | 13,3           | 17,2           | 22             | 26,4           | 26,7           | 22,9           | 16,5           | 10,7           | 7,6            | 15,9           |
| Середня температура, °C | 2              | 3              | 6              | 8              | 11             | 15             | 18             | 18             | 15             | 10             | 5              | 2              | 9              |
| Середній мінімум, °C    | −1,2           | −0,6           | 0,6            | 2,2            | 5,6            | 8,4            | 11             | 11,1           | 8,5            | 5,3            | 1,6            | 0,3            | 4,4            |
| Норма опадів, мм        | 46             | 44             | 55             | 54             | 64             | 50             | 25             | 23             | 46             | 54             | 62             | 50             | 572            |
| Днів з опадами          | 8              | 8              | 6              | 9              | 10             | 6              | 4              | 4              | 5              | 8              | 8              | 9              | 85             |
| Днів зі снігом          | 5              | 4              | 3              | 2              | 0              | 0              | 0              | 0              | 0              | 0              | 2              | 3              | 20             |
| Вологість повітря, %    | 85             | 78             | 70             | 70             | 69             | 65             | 60             | 60             | 66             | 75             | 82             | 85             | 72             |
| ----------------------- | -------------- | -------------- | -------------- | -------------- | -------------- | -------------- | -------------- | -------------- | -------------- | -------------- | -------------- | -------------- | -------------- |
| Джерело: Weatherbase    |                |                |                |                |                |                |                |                |                |                |                |                |                |

## Релігія
- Центр Бургоської архідіоцезії Католицької церкви.

## Відомі особистості
- Гарсія I Білорукий (938—990/995) — граф Кастилії, Алави, Бургоса та Лари у 970—995 роках
- Ева Манхон (* 1982) — іспанська акторка.